# Tim Pedus
Timothy Pedus, né le 7 mai 1976 , est un judoka belge qui s'aligna d'abord dans la catégorie des poids mi-moyens pour évoluer jusqu'à la catégorie des poids lourds.
Il est affilié au Judoschool Samurai de Willebroek dans la province d'Anvers.

## Palmarès
Tim Pedus a fait plusieurs podiums dans des grands tournois internationaux.
 
Il a été six fois champion de Belgique sénior :
| Chpt de Belgique | Chpt de Belgique | 1995 | 1996 | 1997 | 1998 | 1999 | 2000 | 2001 | 2002 | 2003 | 2004 | 2005 | 2006 | 2007 | 2008 | 2009 | 2010 | 2011 |
| ---------------- | ---------------- | ---- | ---- | ---- | ---- | ---- | ---- | ---- | ---- | ---- | ---- | ---- | ---- | ---- | ---- | ---- | ---- | ---- |
| mi-moyens        | -78 kg           | 3e   |      |      |      |      |      |      |      |      |      |      |      |      |      |      |      |      |
| poids moyens     | -86 kg           |      | 1er  | 2e   |      |      |      |      |      |      |      |      |      |      |      |      |      |      |
| poids moyens     | -90 kg           |      |      |      | 1er  | 2e   | 2e   | 1er  | 1er  | 2e   |      |      | 1er  |      |      |      |      |      |
| mi-lourds        | -100 kg          |      |      |      |      |      |      |      |      |      | 1er  | 2e   |      |      |      |      |      |      |
| poids lourds     | +100 kg          |      |      |      |      |      |      |      |      |      |      |      |      |      |      |      |      | 3e   |